# Bert Roach

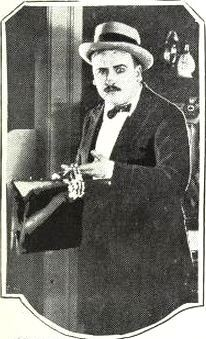
Bert Roach.

Bert Roach, född 21 augusti 1891 i Washington D.C., död 16 februari 1971 i Los Angeles, Kalifornien, var en amerikansk skådespelare. Roach började medverka i amerikansk stumfilm på 1910-talet. Han kunde fortsätta karriären med mindre roller efter ljudfilmens genombrott 1929 och medverkade i film fram till 1951. Vid det laget hade han gjort fler än 300 filmroller.

## Filmografi, urval
- 1925 – Kvinnan på 40 år
- 1928 – En av de många
- 1928 – Sista varningen
- 1928 – Han ligger aldrig i lä (ej krediterad)
- 1930 – Liliom
- 1932 – Din för i kväll
- 1933 – En enda natt (ej krediterad)
- 1934 – Den gäckande skuggan (ej krediterad)
- 1935 – Fröken Provryttare
- 1936 – San Francisco
- 1937 – Dubbelbröllop
- 1937 – The Emperor's Candlesticks
- 1937 – Saratoga (ej krediterad)
- 1939 – Mannen med järnmasken
- 1939 – De gjorde mig till brottsling (ej krediterad)
- 1940 – Flykt undan våldet (ej krediterad)
- 1941 – Galopperande flugan (ej krediterad)
- 1941 – Kärlekstokig (ej krediterad)
- 1942 – Baronessan går under jorden (ej krediterad)
- 1943 – Oss svindlare emellan
- 1945 – Jag ger mig aldrig! (ej krediterad)
- 1951 – Panik på nattexpressen (ej krediterad)